# Arvicanthis
Arvicanthis is een geslacht van knaagdieren uit de muizen en ratten van de Oude Wereld dat voorkomt in Afrika ten zuiden van de Sahara, zuidelijk tot Noord-Malawi, met uitzondering van de regenwouden. Ze komen ook voor in de Nijlvallei en in het zuidwesten van het Arabisch schiereiland. Dit geslacht is het nauwst verwant aan Mylomys en Pelomys.

## Kenmerken
Het zijn grote ratten met een bruine, okerkleurige of grijsachtige vacht. De buik is lichter dan de rug. Op de rug is vaak een rugstreep te herkennen. Deze ratten hebben gladde voortanden en vreemde, molenachtige kiezen. De kop-romplengte bedraagt 9 tot 21 cm, de staartlengte 22 tot 32 cm en het gewicht 48 tot 130 gram.

## Ecologie en gedrag
Ze leven in graslanden, steppes, en aanverwante habitats. Ze komen het meeste voor in de Nijlvallei, maar zijn afwezig in bosgebieden. In Ethiopië komen ze tot op 3700 m hoogte voor. Ze eten zaden, bladeren, gras en soms insecten en zijn overdag actief. Ze leven in holen, die onder boomwortels, struiken of grote stenen of in termietennesten worden gebouwd.
Soms komt het bij deze dieren tot bestandsexplosies (bekend bij lemmingen). In het begin van de jaren 70 van de 20e eeuw waren er in het Serengetipark zoveel van deze dieren dat men geen stap kon verzetten zonder op een dier te gaan staan. De levende dieren voedden zich met de dode. In 1976-1977 was er in de Sahel een vergelijkbare situatie. Doordat ze zo algemeen voorkomen zijn ze belangrijke prooidieren: in sommige delen van Afrika zijn ze ongeveer 25% van de prooien van kerkuilen. Ze worden ook gegeten door mangoesten, jakhalzen, slangen en buizerden.
Arvicanthis-soorten zijn sociale dieren. Ze leven in groepen, die uit meerdere mannetjes en vrouwtjes bestaan. In een groep kunnen meerdere paartjes tegelijkertijd jongen krijgen. In gunstige omstandigheden kunnen er het hele jaar lang jongen geboren worden, hoewel er in de droge tijd meestal geen jongen geboren worden. Gemiddeld worden er vijf jongen per keer geboren. Die worden drie weken gezoogd en zijn na drie maanden geslachtsrijp. De vrouwtjes blijven in hun groep, terwijl mannetjes meestal hun groep verlaten. Hoewel een dier in gevangenschap zes en een half jaar oud is geworden, worden ze in het wild doorgaans slechts tien tot maximaal twintig maanden oud.
In hun verspreidingsgebied worden Arvicanthis-soorten beschouwd als schadelijk voor de economie. Tijdens een bestandsexplosie kunnen ze enorme schade aanrichten. Waarschijnlijk zijn het ook ziekteoverdragers, die in Egypte bijvoorbeeld de pest overgedragen hebben.

## Soorten
Er zijn zeven levende soorten:
- Arvicanthis abyssinicus (bergen van Ethiopië)
- Arvicanthis ansorgei (Gambia tot Zuid-Tsjaad)
- Arvicanthis blicki (bergen van Ethiopië)
- Arvicanthis nairobae (Zuid-Ethiopië, Kenia en Tanzania)
- Arvicanthis neumanni (Oostelijk Zuid-Soedan, Ethiopië, Somalië, Kenia en Tanzania)
- Arvicanthis niloticus – Koesoegrasrat (Zuid-Mauritanië tot West-Ethiopië, de Nijlvallei in Egypte, Zuidwest-Tanzania, Oost-Zambia en Noord-Malawi)
- Arvicanthis rufinus (Guinee tot Zuid-Nigeria)

Een populatie uit de Centraal-Afrikaanse Republiek vertegenwoordigt waarschijnlijk een achtste soort. Er is een fossiele Pleistocene soort bekend uit Israël, Arvicanthis ectos. In oudere classificaties is het aantal soorten vaak veel minder; sommigen erkenden maar één soort (A. niloticus). Allerlei, vooral karyologisch, onderzoek heeft het aantal soorten sterk doen toenemen. Het karyotype is vaak een zeer belangrijke onderscheidende factor tussen de verschillende soorten.
De verwantschappen tussen deze soorten zijn als volgt:
|  | Arvicanthis ansorgei                                                                                    |
|  | |
|  | \| \| Arvicanthis sp. (Centraal-Afrikaanse Republiek) \| \| \| \| \| \| Arvicanthis rufinus \| \| \| \| |
|  | |
|  | Arvicanthis sp. (Centraal-Afrikaanse Republiek)                                                         |
|  | |
|  | Arvicanthis rufinus                                                                                     |
|  | |

|  | Arvicanthis sp. (Centraal-Afrikaanse Republiek) |
|  |                                                 |
|  | Arvicanthis rufinus                             |
|  |                                                 |

|  | Arvicanthis ansorgei                                                                                    |
|  | |
|  | \| \| Arvicanthis sp. (Centraal-Afrikaanse Republiek) \| \| \| \| \| \| Arvicanthis rufinus \| \| \| \| |
|  | |
|  | Arvicanthis sp. (Centraal-Afrikaanse Republiek)                                                         |
|  | |
|  | Arvicanthis rufinus                                                                                     |
|  | |

|  | Arvicanthis sp. (Centraal-Afrikaanse Republiek) |
|  |                                                 |
|  | Arvicanthis rufinus                             |
|  |                                                 |

|  | Arvicanthis niloticus                                                          |
|  |                                                                                |
|  | \| \| Arvicanthis blicki \| \| \| \| \| \| Arvicanthis abyssinicus \| \| \| \| |
|  |                                                                                |
|  | Arvicanthis blicki                                                             |
|  |                                                                                |
|  | Arvicanthis abyssinicus                                                        |
|  |                                                                                |

|  | Arvicanthis blicki      |
|  |                         |
|  | Arvicanthis abyssinicus |
|  |                         |

|  | Arvicanthis niloticus                                                          |
|  |                                                                                |
|  | \| \| Arvicanthis blicki \| \| \| \| \| \| Arvicanthis abyssinicus \| \| \| \| |
|  |                                                                                |
|  | Arvicanthis blicki                                                             |
|  |                                                                                |
|  | Arvicanthis abyssinicus                                                        |
|  |                                                                                |

|  | Arvicanthis blicki      |
|  |                         |
|  | Arvicanthis abyssinicus |
|  |                         |

|  | Arvicanthis ansorgei                                                                                    |
|  | |
|  | \| \| Arvicanthis sp. (Centraal-Afrikaanse Republiek) \| \| \| \| \| \| Arvicanthis rufinus \| \| \| \| |
|  | |
|  | Arvicanthis sp. (Centraal-Afrikaanse Republiek)                                                         |
|  | |
|  | Arvicanthis rufinus                                                                                     |
|  | |

|  | Arvicanthis sp. (Centraal-Afrikaanse Republiek) |
|  |                                                 |
|  | Arvicanthis rufinus                             |
|  |                                                 |

|  | Arvicanthis ansorgei                                                                                    |
|  | |
|  | \| \| Arvicanthis sp. (Centraal-Afrikaanse Republiek) \| \| \| \| \| \| Arvicanthis rufinus \| \| \| \| |
|  | |
|  | Arvicanthis sp. (Centraal-Afrikaanse Republiek)                                                         |
|  | |
|  | Arvicanthis rufinus                                                                                     |
|  | |

|  | Arvicanthis sp. (Centraal-Afrikaanse Republiek) |
|  |                                                 |
|  | Arvicanthis rufinus                             |
|  |                                                 |

|  | Arvicanthis niloticus                                                          |
|  |                                                                                |
|  | \| \| Arvicanthis blicki \| \| \| \| \| \| Arvicanthis abyssinicus \| \| \| \| |
|  |                                                                                |
|  | Arvicanthis blicki                                                             |
|  |                                                                                |
|  | Arvicanthis abyssinicus                                                        |
|  |                                                                                |

|  | Arvicanthis blicki      |
|  |                         |
|  | Arvicanthis abyssinicus |
|  |                         |

|  | Arvicanthis niloticus                                                          |
|  |                                                                                |
|  | \| \| Arvicanthis blicki \| \| \| \| \| \| Arvicanthis abyssinicus \| \| \| \| |
|  |                                                                                |
|  | Arvicanthis blicki                                                             |
|  |                                                                                |
|  | Arvicanthis abyssinicus                                                        |
|  |                                                                                |

|  | Arvicanthis blicki      |
|  |                         |
|  | Arvicanthis abyssinicus |
|  |                         |

Abditomys · 
Abeomelomys · 
Aethomys · 
Anisomys · 
Anonymomys · 
Apodemus · 
Apomys · 
Archboldomys · 
Arvicanthis · 
Baiyankamys · 
Baletemys · 
Bandicota · 
Batomys · 
Berylmys · 
Brassomys · 
Bullimus · 
Bunomys · 
Canariomys · 
Carpomys · 
Chingawaemys · 
Chiromyscus · 
Chiropodomys · 
Chiruromys · 
Chrotomys · 
Coccymys · 
Colomys · 
Congomys · 
Conilurus · 
Coryphomys · 
Crateromys · 
Cremnomys · 
Crossomys · 
Crunomys · 
Dacnomys · 
Dasymys · 
Dephomys · 
Desmomys · 
Diomys · 
Diplothrix · 
Echiothrix · 
Eropeplus · 
Frateromys · 
Golunda · 
Gracilimus · 
Grammomys · 
Hadromys · 
Haeromys · 
Halmaheramys · 
Hapalomys · 
Heimyscus · 
Hybomys · 
Hydromys · 
Hylomyscus · 
Hyomys · 
Hyorhinomys · 
Kadarsanomys · 
Komodomys · 
Lamottemys · 
Leggadina · 
Lemniscomys · 
Lenomys · 
Lenothrix · 
Leopoldamys · 
Leporillus · 
Leptomys · 
Limnomys · 
Lorentzimys · 
Macruromys · 
Madromys ·
Malacomys · 
Mallomys · 
Malpaisomys · 
Mammelomys · 
Margaretamys · 
Mastacomys · 
Mastomys · 
Maxomys · 
Melasmothrix · 
Melomys · 
Mesembriomys ·
Micaelamys · 
Microhydromys · 
Micromys · 
Millardia · 
Mirzamys · 
Montemys · 
Mus · 
Musseromys · 
Mylomys · 
Myomyscus · 
Nesokia · 
Nilopegamys · 
Niviventer · 
Notomys · 
Ochromyscus · 
Oenomys ·
Otomys · 
Palawanomys · 
Papagomys · 
Parahydromys · 
Paraleptomys · 
Paramelomys · 
Parotomys · 
Paucidentomys · 
Paulamys · 
Pelomys · 
Phloeomys · 
Pithecheir · 
Pithecheirops · 
Pogonomelomys · 
Pogonomys · 
Praomys · 
Protochromys · 
Pseudohydromys · 
Pseudomys · 
Rattus · 
Rhabdomys · 
Rhynchomys · 
Saxatilomys ·
Serengetimys ·
Solomys · 
Sommeromys · 
Soricomys · 
Spelaeomys · 
Srilankamys · 
Stenocephalemys · 
Stochomys · 
Sundamys · 
Taeromys · 
Tarsomys · 
Tateomys · 
Thallomys · 
Thamnomys · 
Tokudaia · 
Tonkinomys ·
Tryphomys · 
Typomys · 
Uromys · 
Vandeleuria · 
Vernaya · 
Xenuromys · 
Xeromys · 
Zelotomys · 
Zyzomys